# Pasówka białobrewa
Pasówka białobrewa (Zonotrichia leucophrys) – gatunek małego ptaka z rodziny pasówek (Passerellidae), zamieszkujący Amerykę Północną. Nie jest zagrożony.

## Systematyka
Wyróżniono pięć podgatunków Z. leucophrys:
- Z. leucophrys gambelii – Alaska i zachodnia Kanada.
- Z. leucophrys nuttalli – zachodnio-środkowa Kalifornia.
- Z. leucophrys pugetensis – południowo-zachodnia Kanada i północno-zachodnie USA.
- Z. leucophrys oriantha – interior południowo-zachodniej Kanady i zachodnie USA.
- Z. leucophrys leucophrys – środkowa i wschodnia Kanada.

## Morfologia
Długość ciała 14–18 cm. Na ciemieniu szerokie białe i czarne paski; policzki, szyja i pierś perłowoszare; grzbiet oraz skrzydła brązowe, w czarne i białe kreski. Ogon długi. Młode ptaki podobne, paski na głowie cynamonowobrązowe i płowe.

## Zasięg, środowisko
Zarośla w północnej i środkowo-zachodniej części Ameryki Północnej. Zimę spędza wzdłuż wybrzeża Pacyfiku i w południowej części Ameryki Północnej.

## Tryb życia
Pasówka białobrewa jest znana ze swej zdolności obywania się bez snu nawet przez dwa tygodnie podczas migracji.

## Status
IUCN uznaje pasówkę białobrewą za gatunek najmniejszej troski (LC, Least Concern) nieprzerwanie od 1988 roku. Organizacja Partners in Flight szacuje liczebność populacji lęgowej na około 60 milionów osobników. Trend liczebności populacji uznawany jest za stabilny.